# Caristia (fiesta)

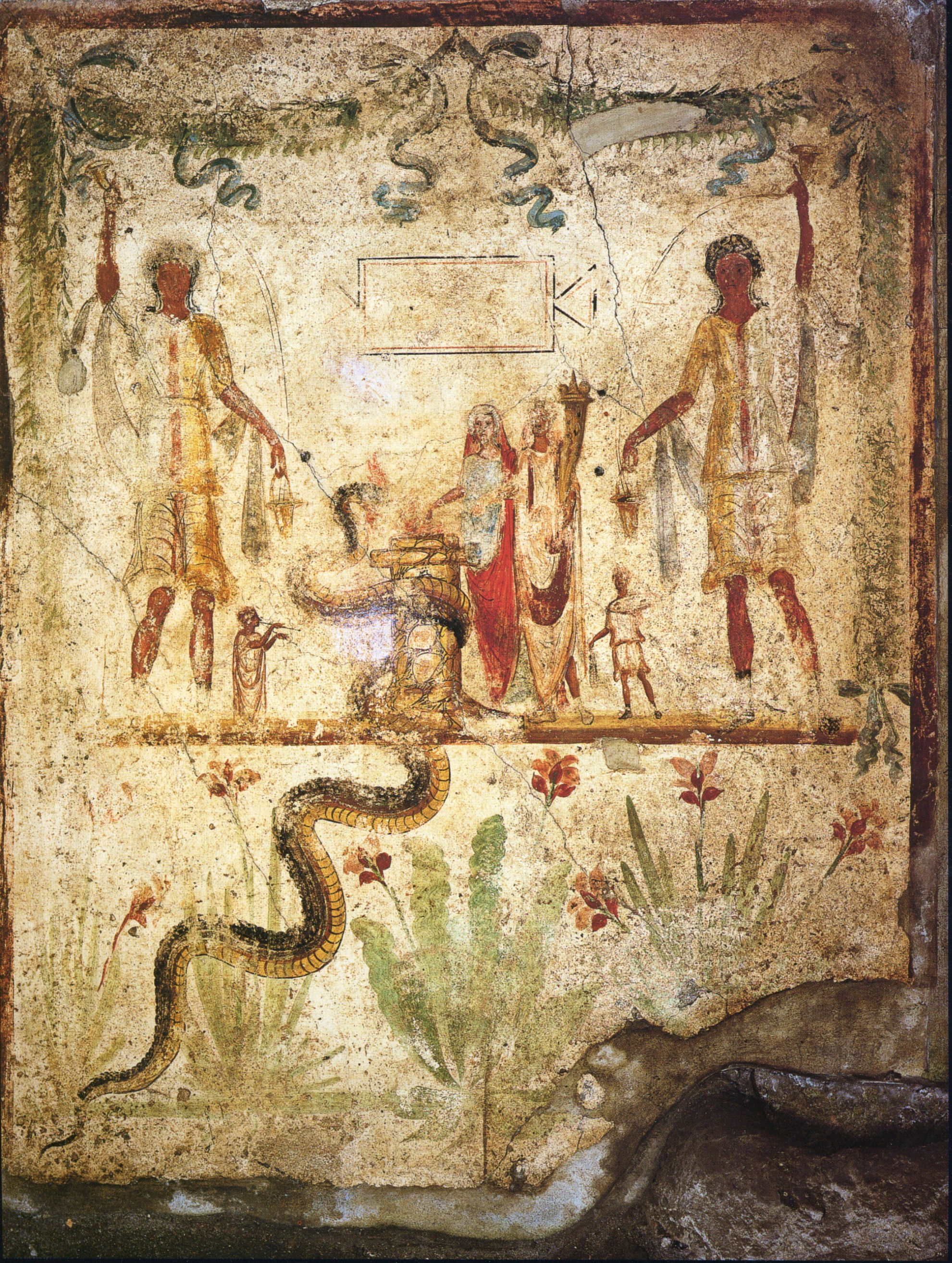
Fresco romano del Larararium de la casa de Julio Polibio (IX 13.3) en Pompeya.

Las caristias era un convite familiar que los antiguos romanos celebraban entre el 18 y el 20 de febrero de cada año para hacer las paces entre los parientes.
Esta fiesta no tenía ninguna obligación religiosa, pero se les solía llevar alimentos a los difuntos, para que pudiesen consumirlos en el más allá. Era una ocasión para las reuniones familiares, donde, como queda dicho, sus miembros hacían las paces. En este día, los padres romanos prestaban especial atención a sus familias y, tras haber honrado a sus muertos en las Parentalia y las Feralia, agradecían a los dioses tutelares el que todavía siguieran vivos.